# Cobaltgruppe
| Gruppe  | 9      |
| Periode |        |
| 4       | 27 Co  |
| 5       | 45 Rh  |
| 6       | 77 Ir  |
| 7       | 109 Mt |

Als Cobalt-Gruppe des Periodensystems werden gemäß der anorganischen Nomenklatur der IUPAC die Elemente der 9. Gruppe zusammenfassend bezeichnet. Die Gruppe enthält die Elemente Cobalt, Rhodium, Iridium und Meitnerium. Meitnerium gehört zusätzlich zur Gruppe der Transurane, einer nicht in der Nomenklatur enthaltenen Gruppenbezeichnung.
Es sind alles Schwermetalle. Auch in dieser Gruppe sind die physikalischen Eigenschaften mit wenigen Ausnahmen gleichmäßig mit zunehmender Atommasse abgestuft. Vom Cobalt zum Iridium steigen nicht nur Dichte, Schmelzpunkt und Schmelzwärme, sondern auch Siedepunkt und Verdampfungswärme. Dagegen nimmt die chemische Reaktivität vom Cobalt zum Iridium deutlich ab. Die Elemente der Cobaltgruppe sind zum Teil mäßig reaktiv (Cobalt), während sich Rhodium und Iridium stark gegensätzlich verhalten, da sie nicht nur reaktionsträge, sondern auch am korrosionsbeständigsten sind.
In älteren Darstellungen des Periodensystems wurden sie zur Gruppe VIIIA (IUPAC 1970) oder VIIIB (Demming 1923) gerechnet. Um Verwechslungen zu vermeiden, sollten diese älteren Definitionen nicht mehr verwendet werden.
Zusammen mit den Platinmetallen Ruthenium, Rhodium, Palladium, Osmium, Iridium und Platin werden die drei Metalle Eisen, Cobalt und Nickel auch zur neun Elemente umfassenden Eisen-Platin-Gruppe gezählt.

Die Metalle
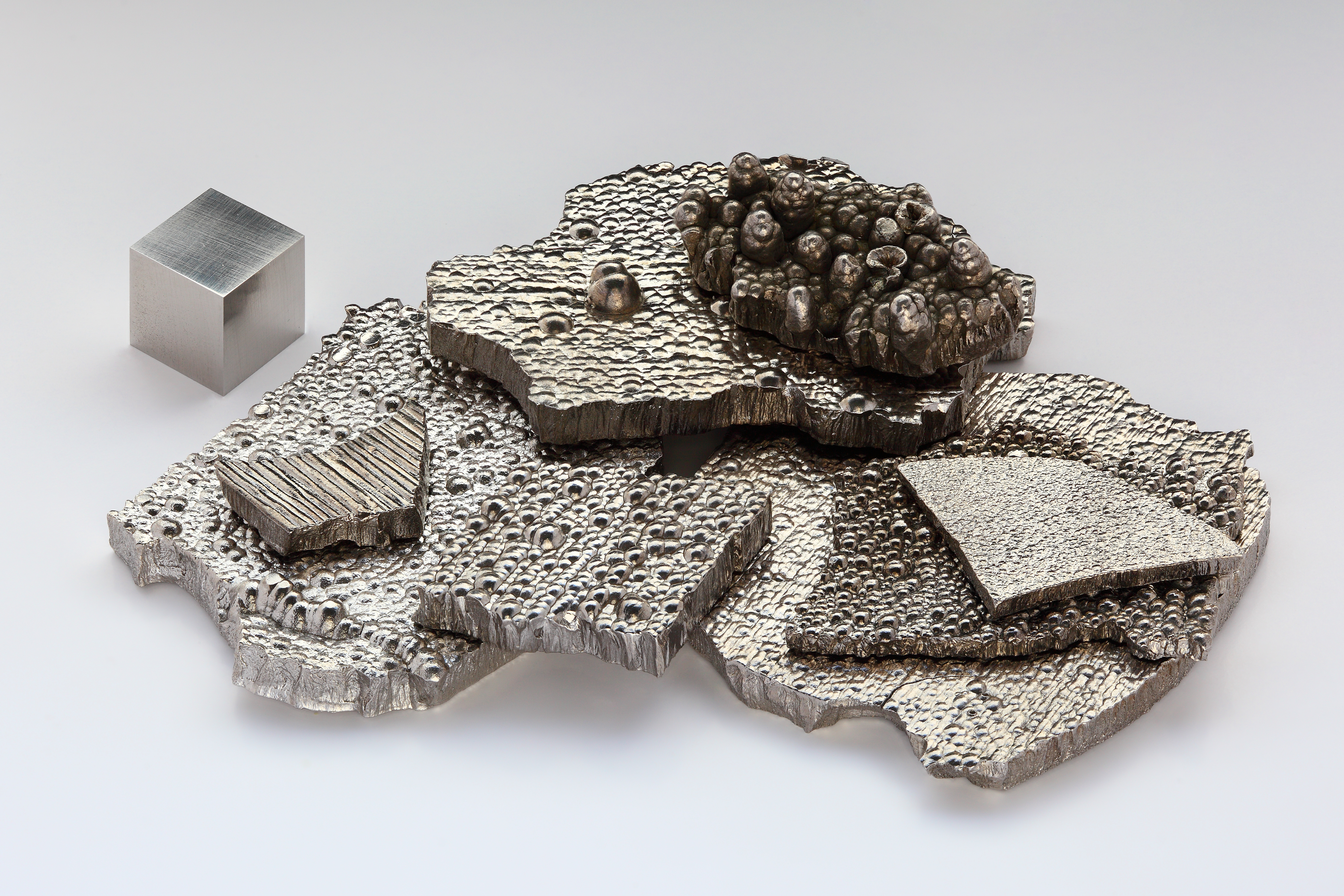
Cobalt, Elektrolytchips, 99,9 %
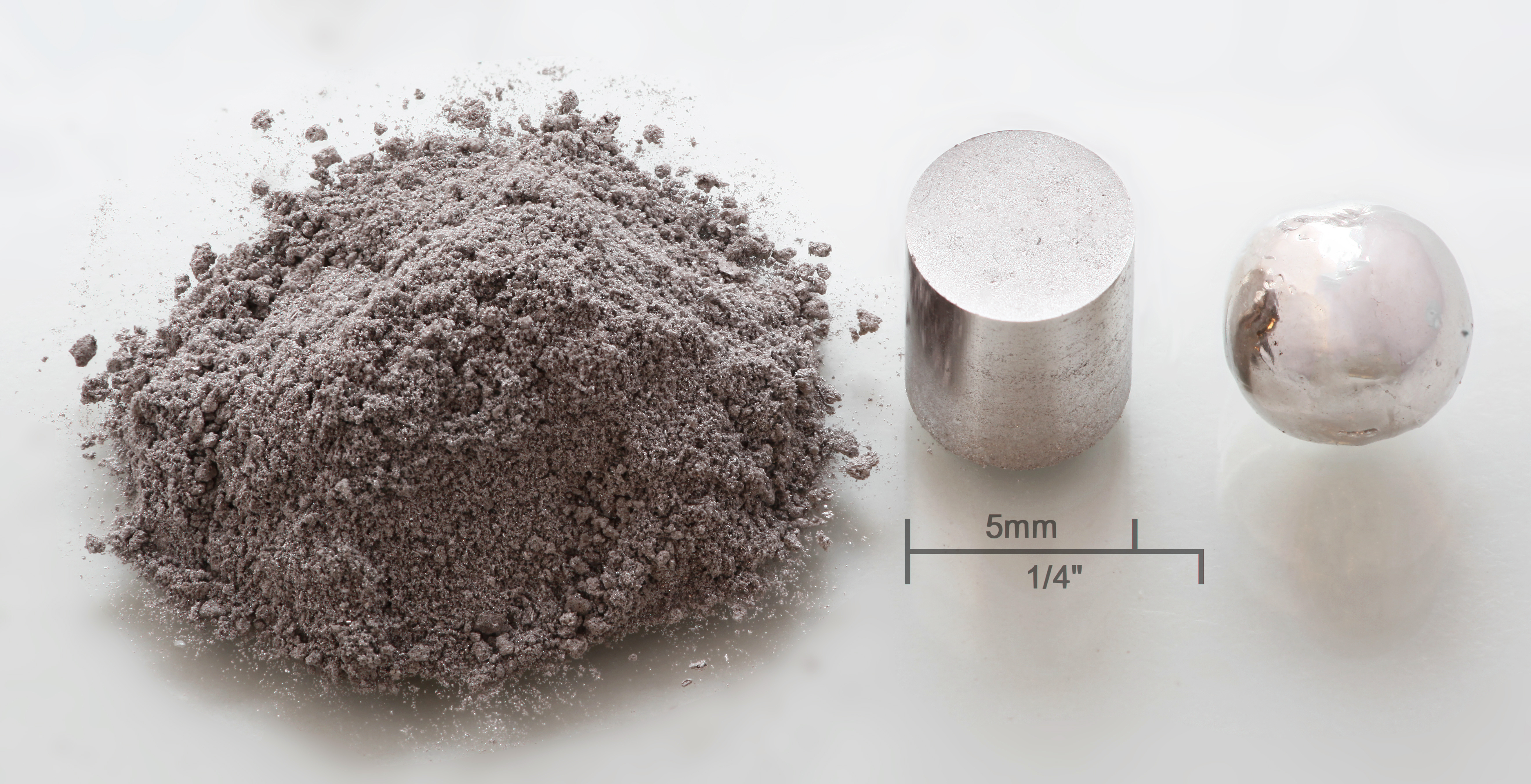
Rhodium, Pulver, Pressling, Schmelzpellet, 99,99 %
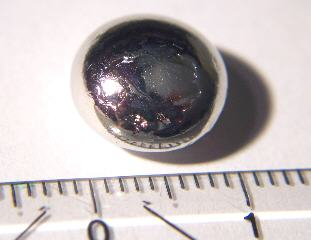
Iridium, Schmelzperle 99,98 %